# Fellingshausen
Fellingshausen is een plaats in de Duitse gemeente Biebertal, deelstaat Hessen, en telt 1611 inwoners.

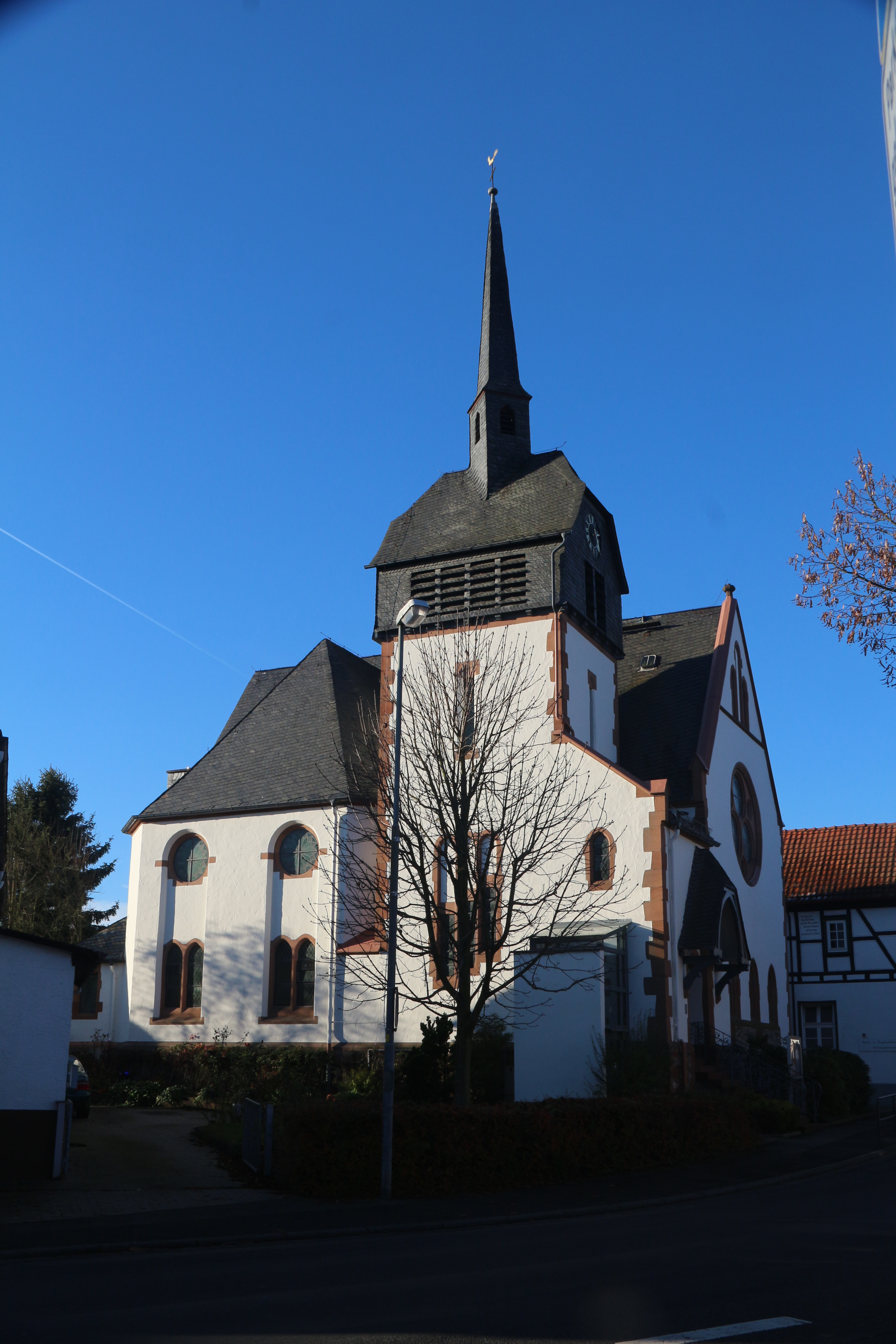
Kerk van Fellingshausen
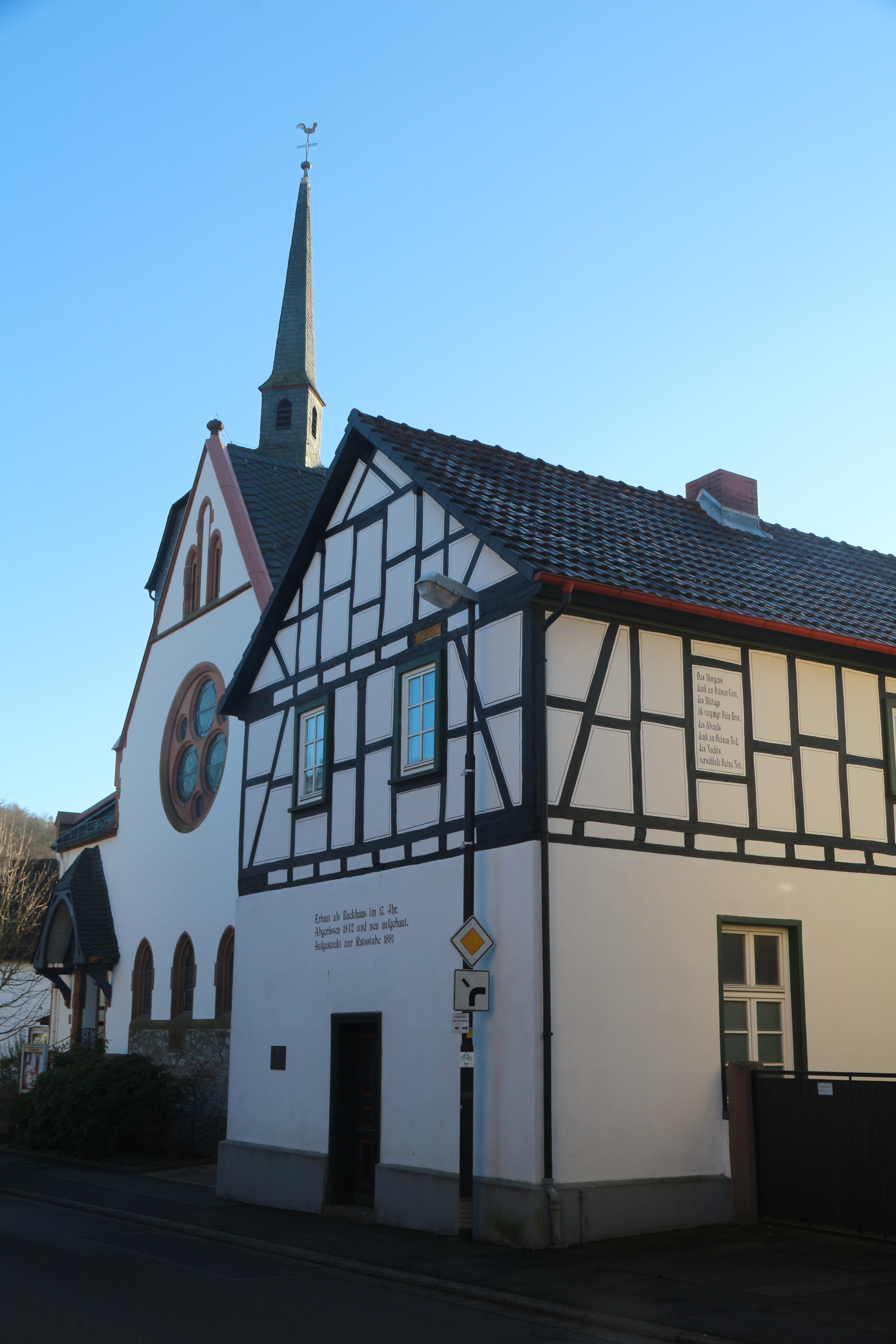
Voormalig bakhuis